# Mangana

Mapa de Constantinopla.

Mangana (em grego: Μάγγανα) foi um dos bairros da Constantinopla bizantina. Estava localizado no extremo leste da península, diretamente acima do distrito do palácio imperial e entre a antiga acrópoles de Bizâncio e a estreito do Bósforo.

## História
O bairro recebeu este nome de mecanismos militares para grande arsenal (mangana). O sítio estava intimamente conectado com o vizinho Grande Palácio de Constantinopla onde vários imperadores bizantinos construíram edifícios. O imperador Miguel I Rangabe (r. 811-813) era dono de uma mansão lá, que foi convertida em um domínio da coroa do imperador Basílio I (r. 867-886) e administrado por um kourator. O imperador Constantino IX Monômaco (r. 1042-1055) construiu um mosteiro dedicado a São Jorge (com claustro e jardim), bem como um hospital, um palácio, albergues, asilos e uma faculdade de direito. Durante seu reinado, o imperador Monomaco concedeu o título de "pronoia de Mangana" para Constantino Leichoudes que mais tarde tornou-se patriarca de Constantinopla. Durante o século XIV, o imperador João VI Cantacuzeno (r. 1347-1354) viveu em Mangana como um monge por um período de tempo após sua abdicação em 1354.

## Mosteiro de São Jorge
O imperador Constantino IX Monômaco (r. 1042-1055) morreu após contrair pleurisia enquanto tomavam banho no lago, no mosteiro de São Jorge, em janeiro de 1055. Ele foi finalmente sepultado no mosteiro. Anos depois, o palácio que o imperador Monomaco construiu em Mangana foi destruído por Isaac II Ângelo (r. 1185-1195 e 1203-1204), mas o complexo do mosteiro de São Jorge sobreviveu até a Queda de Constantinopla em maio de 1453. Desde sua construção, a corte imperial fez visitas anuais ao mosteiro em 23 de abril, que foi a dia da festa de São Jorge. Esta tradição foi interrompida durante a Quarta Cruzada no século XIII quando os monges latinos brevemente o mosteiro até ele ser restaurado para os gregos bizantinos pelo imperador Miguel VIII Paleólogo (r. 1259-1261). Durante a guerra civil de 1341-1347, o teólogo e estadista bizantino Demétrio Cidones retirou-se para um alojamento no mosteiro após ter obtido um adelphaton (o direito, garantido em pagamento de uma quantia de dinheiro, para viver em um mosteiro sem tornar-se monge). O mosteiro foi particularmente famoso durante o século XIV quando conteve relíquias da Paixão de Cristo e tornou-se local de peregrinação para os fieis ortodoxos de lugares tão distantes quanto a Rússia. Após 1453, o complexo do mosteiro foi ocupado por um curto período pelos dervixes antes de ser demolido pelos otomanos para abrir caminho para o palácio de Topkapı.